# Dechantskirchen
Dechantskirchen est une commune autrichienne du district de Hartberg-Fürstenfeld en Styrie.